# Начики (посёлок)
На́чики — посёлок в Елизовском районе Камчатского края. Входит в Начикинское сельское поселение.

## География
Посёлок состоит из двух небольших поселений, разбросанных по обе стороны от дороги Р-474 из Елизово по главной дороге Камчатки, на реке Плотникова (приток реки Быстрой). Место расположено в 57 км к западу от Елизово и 87 км северо-западнее Петропавловска-Камчатского. К 1 июля 2007 год проживало 351 житель.
Востоку от города находится гора Начикинское Зеркальце (936 метров). К северо-западу находится село Сокоч.

Место находится в области с холодно-умеренным климатом с прохладным летом (средняя температура июля 9 °С) и холодной зимой (средняя температура января −11 °C). По классификации климатов Кёппена — влажный континентальный климат (индекс Dsb) с сухим летом и чертами морского климата. Среднегодовое количество осадков составляет 920 мм.
| Показатель                                                              | Янв.  | Фев.  | Март  | Апр.  | Май  | Июнь | Июль | Авг. | Сен.  | Окт.  | Нояб. | Дек.  | Год   |
| ----------------------------------------------------------------------- | ----- | ----- | ----- | ----- | ---- | ---- | ---- | ---- | ----- | ----- | ----- | ----- | ----- |
| Абсолютный максимум, °C                                                 | 3,5   | 7,5   | 6,1   | 15,7  | 20,4 | 29,5 | 29,9 | 30,1 | 25,1  | 18,3  | 9,6   | 5,2   | 30,1  |
| Средний суточный максимум, °C                                           | −7,9  | −7,7  | −4,9  | −0,8  | 3,6  | 8,1  | 12,0 | 13,2 | 10,6  | 5,3   | −1,5  | −5,4  | 2,1   |
| Средняя температура, °C                                                 | −11,2 | −11,1 | −8,3  | −3,3  | 1,3  | 5,5  | 9,4  | 10,6 | 7,8   | 2,7   | −4,2  | −8,6  | −0,8  |
| Средний суточный минимум, °C                                            | −14,5 | −14,4 | −11,7 | −5,8  | −1   | 3,0  | 6,9  | 8,0  | 5,0   | 0,1   | −6,9  | −11,7 | −3,3  |
| Абсолютный минимум, °C                                                  | −47,7 | −51,1 | −44,1 | −34,1 | −16  | −6,2 | −1,9 | −4,7 | −11,4 | −23,4 | −36,8 | −47,4 | −51,1 |
| Норма осадков, мм                                                       | 83    | 74    | 52    | 37    | 41   | 48   | 64   | 91   | 108   | 136   | 98    | 88    | 920   |
| Источник: Абсолютные минимумы и максимумы, Средние температуры и осадки |       |       |       |       |      |      |      |      |       |       |       |       |       |

## Население
| 2002 | 2010 | 2012 | 2013 | 2015 | 2016 | 2018 |
| ---- | ---- | ---- | ---- | ---- | ---- | ---- |
| 414  | ↘315 | ↗317 | ↗321 | ↘319 | ↗321 | ↘315 |
| 2020 |      |      |      |      |      |      |
| ↘295 |      |      |      |      |      |      |

## История
В 18 веке в 7 километрах от текущего местоположения располагался острог. Сначала Начики носила название река, которая позднее дала название деревне.
В районе Начиков давно проживали ительмены. Когда Карл фон Дитмар исследовал Камчатку с 1851 по 1855 годы, он писал о Начиках что 28 бедных человек жили в семи домах, и что некоторые поселились позже на западном побережье. Он также писал, что у населения были 15 голов крупного рогатого скота и три лошади. По данным переписи 1890 года было 46 человек, в том числе 10 облагались ясаком.
В 1950 году, в 2 километрах к северу от города, на восточном берегу реки Плотникова, начал работать бальнеологический санаторий. Здесь есть минеральные источники, с температурой около 83 °С. Объект функционирует по нынешний день.